# 牛尾滋

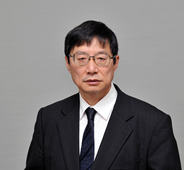
外務省より公表された公式肖像画像

牛尾 滋（うしお しげる、1962年10月7日 - ）は、日本の外交官。駐コンゴ民主共和国特命全権大使、NGO担当大使、外務省アフリカ部長駐ポルトガル特命全権大使、駐南アフリカ兼エスワティニ兼レソト特命全権大使を歴任した。

## 経歴・人物
北海道札幌市出身。1986年東大法第三類卒、外務省入省。フランス語研修。
外務省経済協力局開発協力課首席事務官等を経て、2003年在マレーシア日本国大使館参事官。2004年在フランス日本国大使館参事官。2006年外務省中東アフリカ局アフリカ第一課長。2009年外務省国際協力局総合計画課長。同年外務省国際協力局開発協力総括課長。2011年在インドネシア日本国大使館公使。2014年から特命全権大使コンゴ民主共和国駐箚兼コンゴ共和国駐箚を務め、少年兵の復帰支援のための武装解除・動員解除・社会復帰プロジェクトへの拠出などにあたった。
2016年外務省大臣官房参事官兼国際協力局（地球規模課題担当）、アジア大洋州局南部アジア部、NGO担当大使。2017年外務省国際協力局兼地球規模課題担当兼アジア大洋州局南部アジア部審議官。2018年外務省中東アフリカ局アフリカ部長（大使）兼第七回アフリカ開発会議事務局長。同年12月、知人との懇親会で参加者に暴言を吐いたり、足を蹴ったりなどの暴力を行ったとして、戒告の懲戒処分を受けた。2019年外務省大臣官房付。同年特命全権大使ポルトガル国駐箚。2022年駐南アフリカ兼エスワティニ兼レソト特命全権大使。
2025年4月7日、台湾の蔡英文総統は台日友好交流に貢献したとして、牛尾に紫色大綬景星勲章を授与した。

## 同期
- 石川浩司（22年シンガポール大使・20年官房長・19年南部アジア部長）
- 岩間公典（22年バングラデシュ大使・20年デュッセルドルフ総領事）
- 宇山智哉（21年WTO事務局長上級補佐官）
- 大鷹正人（24年タイ大使・20年ハンガリー大使・19年外務報道官）
- 片江学巳（23年ルーマニア大使・20年瀋陽総領事）
- 河原節子（22年デュッセルドルフ総領事・21年公務員研修所副所長・18年フランクフルト総領事）
- 木村徹也（22年東ティモール大使・20年国連日本政府代表部大使・17年ミュンヘン総領事）
- 四方敬之（24年マレーシア大使・21年内閣広報官・20年外務省経済局長）
- 進藤雄介（21年在デトロイト日本国総領事・18年パキスタン公使・15年軍縮会議公使）
- 鈴木量博（23年オーストラリア大使・20年トルコ大使・18年北米局長）
- 中村安志（09年中南米局南米課課長補佐）
- 久島直人（22年中曾根康弘世界平和研究所・20年国際平和協力本部事務局長）
- 淵上隆（14年ドミニカ共和国大使）
- 三上正裕（22年ベルギー、北大西洋条約機構日本政府代表部大使・19年カンボジア大使・17年国際法局長）
- 道井緑一郎（23年フィジー大使）
- 南博之（24年特命全権大使（国際テロ対策・組織犯罪対策協力担当）・20年コンゴ民主共和国大使）
- 山田重夫（23年駐米大使・21年外務審議官(政務担当)・19年総合外交政策局長）
- 吉田朋之（23年日本国際問題研究所所長・20年外務報道官・19年中南米局長・17年軍縮不拡散・科学部長）
- 若林啓史（16年東北大学教授）